# Armoriale delle famiglie italiane (Se)
Questo è l'armoriale delle famiglie italiane il cui cognome inizia con le lettere Se.

## Armi

### Seb
| Stemma | Casato e blasonatura |
| ------ | --- |
|        | Sebastiani (Corsica) D'azzurro al grifo d'oro (citato in DAlena) |
|        | Sebastiani (Scala) (la blasonatura non è stata ancora caricata) (citato in DAlena) |
|        | Sebastiani Spaccato: nel 1° d'azzurro, ad una bandiera d'argento, posta in banda; nel 2° di nero, ad una ruota d'oro Cimiero: un uomo di carnagione, colla testa abbassata, i capelli irti, uscente (citato in DAlena)                                                                                        |
|        | Sebastiani Del Grande (Tivoli, Riofreddo, Roma) 2 leoni controrampanti di giallo sormontati da una stella cometa ondeggiante dello stesso su campo azzurro (citato in G. Alessandri, T. Flamini, Santa Lucia a Riofreddo, Sant’Orsola a Roma in Il foglio di Lumen, Miscellanea 36, Agosto 2013 nota 4 p. 5.) |
|        | Sebastiano (Scala) D'argento, alla fascia di rosso col capo caricato da una croce accostata da due gigli di rosso, ed in punta a tre pali pure di rosso (citato in DAlena) |
|        | Sebregondi (Roma) (la blasonatura non è stata ancora caricata) (Immagine nell' Archivio Storico Capitolino (PDF).) |
|        | Sebregondi (Milano, Domaso, Firenze, Bandino) aquila nascente dalla partizione di nero su argento - leone passante di rosso su oro - 3 bande di rosso su argento caricate del motto "FIDE - CONSILIO - MANU" in lettere maiuscole di nero (citato in LEOM)                                                    |
|        | Sebregondi (Milano, Domaso, Firenze, Bandino) aquila di nero su argento - leone passante di rosso su oro - 3 pali di rosso su argento (citato in LEOM) |

### Sec
| Stemma | Casato e blasonatura |
| ------ | --- |
|        | Seccadenari (Bologna) d'oro, alla sega concava d'azzurro, caricata di sette bisanti d'oro sostenenti le sette punte d'argento; al capo d'Angiò (citato in (8) – pag. 681) |
|        | Seccamani Mazzoli (Brescia) braccio destro uscente da sinistra vestito di azzurro afferrante con la mano di carnagione 3 spighe al naturale sormontate a destra da - un sole raggiante di rosso tutto su argento (citato in LEOM) |
|        | Seccamerenda (Pisa) Di rosso, al semivolo abbassato d'argento (citato in (19)) |
|        | Secchioni (Firenze) D'azzurro, allo scaglione d'argento, caricato di due secchie contrapposte nel senso della pezza, e accompagnato da due stelle a otto punte, 1.1 (citato in (19)) |
|        | Secco d'Aragona (Erbusco) troncato in alto : gigliato di Francia - croce di Gerusalemme - 3 fasce di rosso su argento - 4 pali di rosso su oro (D'Aragona) - in basso: 3 rose di argento su banda di azzurro su - leone rampante di rosso coronato di oro avente in destra una spada posta in palo di argento su argento (citato in LEOM) |
|        | Secco d'Aragona (Milano) 3 rose di argento su banda di azzurro su - leone rampante di rosso coronato di oro avente in destra una spada posta in palo di argento su scudetto di argento su - partito di fasciato di argento e di rosso (8 pezzi) e di gigliato di Francia - partito della croce di Gerusalemme e di 4 pali di rosso su oro (D'Aragona) - 3 fasce di rosso su argento - cavaliere armato di tutte pezze col pennacchio di rosso tenente una lancia banderuolata tutto al naturale su argento (citato in LEOM)                               |
|        | Secco d'Aragona (Milano, Erbusco) 3 rose di argento su banda di azzurro su - leone rampante di rosso coronato di oro avente in destra una spada posta in palo di argento su argento (citato in LEOM) |
|        | Secco Suardo (Bergamo) Titolo: consignori di Moasca Inquartato, al 1° e 4° di rosso, al leone d'argento, con il capo d'oro, carico di un'aquila di nero, coronata, del campo, al 2° e 3° d'argento, al leone di rosso, impugnante con la branca anteriore destra una spada d'argento, alta, con la banda d'azzurro, carica di tre rose d'argento, attraversante alias D'argento, al leone di rosso, impugnante con la branca anteriore destra una spada d'argento, alta, con la banda d'azzurro, carica di tre rose d'oro, attraversante (citato in (23)) |
|        | Secco Suardo o Suardi (Bergamo, Milano, Lurano) 2 aquile di nero affrontate alla tedesca su oro - 2 leopardi affrontati alla tedesca di argento con zampa criniera e coda di oro su rosso - 3 rose di argento su banda e sbarra di azzurro su - 2 leoni controrampanti alla tedesca di rosso aventi nella zampa destra una spada in palo di argento su argento (citato in LEOM) |
|        | Secreti (Monterubbiano, Roma) tagliato d'azzurro e d'argento, al leone al naturale, lampassato di rosso, attraversante e sormontato da tre stelle di sei raggi d'oro ordinate in fascia nel capo; alla banda diminuita di rosso (Immagine nella Raccolta stemmi Trippini (JPG).) |
|        | Secreti (Marche) banda di oro su - leone rampante al naturale su azzurro - 3 stelle (6 raggi) di oro poste in fascia in alto su azzurro (citato in LEOM) |
|        | Sectis (Tropea) (LA) campum aureum Aquilam nigram supra fasciam et duas stellas et alias fascias cum stella (citato in BLCL) Immagine e notizie storiche in Tropea Magazine. |
|        | Secusio (Caltagirone, Messina) Titolo: principe di S. Flavia d'azzurro, a due fasce d'oro, accompagnate nel capo e nella punta da due stelle e nel cuore da un S maiuscolo; il tutto dello stesso (citato in Mango) d'azzurro, con due fasce accompagnate da un S posto in abisso, e da due stelle poste una al capo, ed una nella punta il tutto d'oro (citato in (28)) Corona di principe Notizie storiche in Famiglie nobili di Sicilia. |

### Sed
| Stemma | Casato e blasonatura |
| ------ | --- |
|        | Sedegno (Messina) partito: nel 1° di verde, con un'aquila spiegata d'oro; nel 2° troncato: a) di rosso, con un castello d'argento torricellato di tre pezzi; quello di mezzo sormontato da un guerriero tenente una lancia alta in palo; b) di verde con tre teste di moro attorcigliate di rosso, e la bordura composta d'oro e di rosso di dodici pezzi (citato in Mango) partito; nel 1° di verde, con un'aquila spiegata d'oro; nel 2° di rosso, con un castello d'argento torricellato di tre pezzi, quella di mezzo sormontata da un guerriero tenente una lancia alta in palo; semidiviso di verde con tre teste di moro attorcigliate di rosso, e la bordura composta d'oro e di rosso di 12 pezzi (citato in (28)) Notizie storiche in Famiglie nobili di Sicilia. |
|        | Sedeolis (Molise) (la blasonatura non è stata ancora caricata) (citato in DAlena) |

### Seg
| Stemma | Casato e blasonatura |
| ------ | --- |
|        | Sega (Cesena) (la blasonatura non è stata ancora caricata) (citato in BLCW) Immagine in Blasone Cesenate. |
|        | Segafeni (Cremona) inquartato dentellato d'argento e di rosso (citato in BLCR) Immagine in Blasonario Cremonese (archiviato dall'url originale il 6 marzo 2017). |
|        | Segala o Segalla (Vicenza, Firenze, Parigi) 5 spighe di segala di oro nodrite su terrazzo al naturale uscente dalla punta su azzurro - 5 stelle (6 raggi) di oro poste in semicerchio in alto su azzurro (citato in LEOM) |
|        | Segala (Salò) a cinque rami di segala raggruppati (citato in Piovanelli) |
|        | Segala (Salò) troncato nel 1º a sette rami di segale; nel 2º a tre monti collocati in punta (citato in Piovanelli) |
|        | Segalecchi (Pisa) Scaccato di... e di... (citato in (19)) |
|        | Segaloni (Firenze) D'oro, al gallo di nero appoggiato ad uno stelo di segale di verde, e in atto di beccarne la spiga dello stesso (citato in (19)) |
|        | Seganti (Bologna, Forlì, Fermo, Venezia, Roma) banda di argento seghettata solo inferiormente (foglia di sega) su azzurro - 3 stelle (6 raggi) di oro poste 2 in banda a destra e una in punta su azzurro (citato in LEOM) |
|        | Seganti (Cesena) (la blasonatura non è stata ancora caricata) (citato in BLCW) Immagine in Blasone Cesenate. |
|        | Segazeno inquartato dentato d'argento e di rosso (citato in (3) ) |
|        | Segazonibus (la blasonatura non è stata ancora caricata) (citato in DAlena) |
|        | Seghetti di argento con la fascia dentata di... accompagnata in capo da una rosa di rosso, gambuta di verde e in punta da un monte di tre cime di verde (citato in (4) – Vol. II pag. 327) |
|        | Seghieri (Pisa) D'azzurro, al leone d'oro e alla foglia di sega attraversante in fascia d'argento (citato in (19)) |
|        | Seghieri (Pistoia) Trinciato d'argento e di verde, all'orso passante di nero nel primo, sostenuto dalla partizione (citato in (19)) |
|        | Seghieri Bizzarri (Pisa, Montecarlo) foglia di sega di argento (fascia seghettata solo inferiormente ridotta e scorciata) su leone rampante di oro su azzurro - freccia di nero su banda di oro ingolata da - 2 teste di leone di nero poste in alto a sinistra e in basso a destra su rosso accompagnata da - 2 stelle (8 raggi) di oro poste in sbarra (citato in LEOM) |
|        | Seghini (Acqui) Di [...] all'albero di [...], con il capo di [...] carico di tre stelle (6) di [...] male ordinate (arma antica) alias D'azzurro, all'albero semisecco, nutrito nella pianura di verde, con un uccello, d'oro (o d'argento), sostenuto da uno dei rami secchi, e sormontato da tre stelle (8), male ordinate, d'oro alias D'azzurro all'albero, semisecco e destro, nutrito sopra un monte, con un uccello sostenuto da uno dei rami secchi dell'albero e sormontato da tre stelle, male ordinate, il tutto d'oro (citato in (23))        |
|        | Seghizzi (Modena) bandato di azzurro e di oro (citato in LEOM) |
|        | Segni (Bologna) d'azzurro ( ? ), al braccio destro al naturale ( ? ), benedicente e uscente da un monte di tre cime d'argento movente dalla punta; al capo d'Angiò (citato in (8) – pag. 692) |
|        | Segni (Firenze) D'azzurro, alla fascia d'oro accompagnata da tre rose dello stesso, 2.1 alias D'azzurro, alla fascia d'oro accompagnata da tre rose dello stesso, 2.1, e allo scudetto di..., caricato di un delfino guizzante in palo di..., posto in capo (citato in (19)) |
|        | Segni (Sassari, Cagliari, Roma) D'oro alla croce d'azzurro; col capo cucito del secondo, caricato dell'aquila al naturale (citato in DAlena) alias D'oro alla croce d'azzurro, col capo del secondo carico di un'aquila di nero (citato in DAlena) croce di azzurro su oro - aquila di nero su azzurro in capo (citato in LEOM) |
|        | Segni o Segno (Genova) croce di azzurro su oro - aquila al naturale ali abbassate (volo) coronata di oro su azzurro in capo (citato in LEOM) |
|        | Segni Guidi (Firenze) D'argento, al ramo di palma di verde, posto in palo in mezzo a due stelle a otto punte d'azzurro (citato in (19)) (DE) In Silber 1 grüner Palmzweig, beidseitig begleitet von 2 achtstrahligen blauen Sternen (citato in KHIF) alias D'argento, al ramo di palma di verde, posto in palo in mezzo a due stelle a sei punte d'azzurro (citato in (19)) |
|        | Segoni (Firenze) Di..., all'albero sradicato di..., accostato da due stelle a otto punte di..., e attraversato al tronco da un leone leopardito di... (citato in (19)) |
|        | Segrè Sartorio (Vercelli, Trieste) Titolo: conti Inquartato, al 1° di rosso, alla (punta di) alabarda d'argento, posta in palo, sormontata da una stella d'oro, al 2° e 3° bandato d'oro e di verde, la seconda banda di verde carica di un giglio d'oro, al 4° di rosso, al leone d'oro (citato in (23)) alabarda di argento sormontata da - stella (5 raggi) di oro su rosso - giglio di oro posto in banda sul secondo pezzo di verde del bandato di oro e di verde - leone rampante di oro su rosso (citato in LEOM) Motto: Omnia pro patria libenter |
|        | Segreti (Roma) sbarra di rosso su - leone rampante coronato di oro posto su monte a 3 cime dello stesso uscente dalla punta su azzurro - 3 stelle (6 raggi) di oro poste 1,2 in alto su azzurro (citato in LEOM) |
|        | Segreto (Messina) d'azzurro, al braccio destro vestito di verde, la mano di carnagione, impugnante tre serpenti ondeggianti d'argento, accompagnato al primo cantone da una stella di sei raggi dello stesso; alla campagna d'oro, fiammeggiante di rosso, di tre pezzi (citato in Mango) |

### Sel
| Stemma | Casato e blasonatura |
| ------ | --- |
|        | Selding (Toscana) (DE) In Grün 1 goldener Sparren, allseits begleitet von 3 rotgezungten abgerissenen goldenen Drachenköpfen (citato in KHIF) |
|        | Sella (Mosso, Biella, Torino) Titolo: conti di Monteluce D'argento, a cinque stelle d'azzurro, disposte in croce, con il capo del secondo, carico di un sole d'oro Motto: Virtutis praetium (citato in (23))                                                                                     |
|        | Sellari (Cortona) D'azzurro, al tronco d'albero secco e sradicato al naturale, accostato da quattro stelle a otto punte d'oro, due per lato (citato in (19)) |
|        | Selvaggi Lo stemma baronale è d'oro a tre pini di verde piantati sopra la pianura dello stesso con in cima tre stelle d'oro. Motto: "Semper Silvaticus, Semper Indomitus" |
|        | Selvaggi (Manfredonia, Salerno, Milano, Genova, Cosenza, San Marco Argentano) Titolo: barone di San Giorgio e di Cavallerizzo d'oro a tre pini di verde su di un prato dello stesso Motto: "Semper Silvaticus, Semper Indomitus" (citato in DAlena e in (24))                                    |
|        | Selvaggio o Salvaggio (Siracusa, Palermo, Messina) d'oro, a tre alberi di verde, quello di mezzo più alto, nodriti sovra un terrazzo dello stesso (citato in Mango) |
|        | Selvani o Selvagni (Murialdo) D'azzurro, all'uomo selvatico, tenente un bastone noderoso, al naturale, sostenuto da una montagna d'argento (citato in (23)) |
|        | Selvaticis (la blasonatura non è stata ancora caricata) (citato in DAlena) |
|        | Selvatico (Tortona) Troncato, d'oro, all'aquila di nero, coronata del campo, e d'argento, al leone di rosso, coronato d'oro (citato in (23)) |
|        | Selvatico Estense (Padova) aquila di argento coronata e membrata di rosso su azzurro (D'Este) - busto del Buon Selvaggio al naturale uscente dalla partizione in maestà su argento - stella (6 raggi) di oro su nero (citato in LEOM)                                                            |
|        | Selvi (Siena) D'azzurro, al monte di sei cime d'argento sormontato da una losanga di rosso, bordata d'oro; il tutto accompagnato da tre stelle a sei punte d'oro, ordinate una in capo e due l'una sull'altra a destra (citato in (19))                                                          |
|        | Selvo o Belegni (Torcello, Venezia) (cinque punti d'azzurro equipollenti a quattro d'oro) (citato in UNFE) Immagine nella Biblioteca Estense Universitaria (id. 6930), su bibliotecaestense.beniculturali.it. URL consultato l'11 dicembre 2020 (archiviato dall'url originale il 5 marzo 2016). |

### Sem
| Stemma | Casato e blasonatura |
| ------ | --- |
|        | Semboli (Siena) D'azzurro, a due bisce affrontate d'argento, moventi in palo dalle due cime laterali di un monte di tre cime di verde (citato in (19)) |
|        | Semenza (Firenze) Di..., al leone di..., addestrato da tre steli di..., spigati di..., e al capo dell'Impero (citato in (19)) |
|        | Semmola (Napoli) Titolo: baroni d'azzurro al leone coronato d'oro addestrato da tre stelle dello stesso in palo (citato in (24)) leone rampante coronato di oro accompagnato a sinistra da - 3 stelle (5 raggi) dello stesso poste in palo tutto su azzurro (citato in LEOM) |
|        | Semprebene (Asolo) Troncato: nel 1° d'azzurro alla stella (6) di rosso; nel 2° d'argento al cane rampante di rosso (citato in DAlena) |
|        | Semprini (Cesena) (la blasonatura non è stata ancora caricata) (citato in BLCW) Immagine in Blasone Cesenate. |
|        | Sempronio (Fermo) fascia di oro su azzurro accompagnata in capo da - 2 stelle (6 raggi) di oro poste in fascia (citato in LEOM) |
|        | Sempronio (Fermo) fascia di rosso su azzurro accompagnata in capo da - 2 stelle (6 raggi) di oro poste in fascia (citato in LEOM) |

### Sen
| Stemma | Casato e blasonatura |
| ------ | --- |
|        | Senatore (Catanzaro) D'oro al monte di 5 cime di verde, caricato di un leone d'argento lampassato di rosso (citato in BLCL) |
|        | Seneca (Casale?) D'azzurro, alla fenice d'oro, sulla sua immortalità, di rosso. fissante un sole d'oro, nel cantone destro del capo, e sormontata da due stelle dello stesso, poste in palo (citato in (23)) |
|        | Senepa (Narni) albero di verde su monte a 3 cime di oro uscente dalla troncatura su azzurro - ponte (3luci) al naturale su fiume su azzurro - 3 stelle (5 raggi) di oro poste in fascia in alto su azzurro - colomba della pace in volo di argento su azzurro - cometa di oro posta in banda in alto su azzurro (citato in LEOM) |
|        | Senes (Sassari, Cagliari) Inquartato: nel 1° campo di cielo alla sirena nuotante nel mare, il tutto al naturale; nel 2° di verde alla penna d'argento posta in sbarra; nel 3° d'azzurro a 3 stelle d'oro poste due ad una; nel 4° d'oro all'albero sradicato attraversato da un toro passante tutto al naturale (citato in DAlena) |
|        | Senes (Bolotana, Orotelli) sirena posta di tre quarti al naturale natante in un mare dello stesso su azzurro - penna di argento posta in sbarra su verde - 3 stelle (5 raggi) di oro poste 2,1 su azzurro - toro passante al naturale traversante - un albero sradicato dello stesso su oro (citato in LEOM) |
|        | Senescallo (Molise) (la blasonatura non è stata ancora caricata) (citato in DAlena) |
|        | Senesi (Bologna) Titolo: conti di Castelvero D'azzurro, al destrocherio vestito di rosso, con il polsino d'argento, uscente dal fianco sinistro e impugnante con la mano di carnagione una mazza d'arme d'argento, con il capo d'Angiò (citato in (23)) |
|        | Sengher (Firenze) D'argento, a tre cipressi al naturale, fruttati d'oro, nodriti sul terreno al naturale e sormontati da tre stelle a otto punte d'oro, ordinate in capo (citato in (19)) |
|        | Senili (Montefalco) (troncato di rosso e d'azzurro, alla fascia d'argento attraversante, accompagnata da un uccello posato di nero, tenente nel becco un ... di ..., e in punta da una testa calva e barbuta al naturale) (citato in Degli Abbati) |
|        | Senn (Livorno) D'azzurro, alla capanna (o stalla) al naturale, dalla cui porta esce un bue d'argento; il tutto sormontato da tre stelle a otto punte d'oro, ordinate in capo (citato in (19)) |
|        | Senni (Frascati, Roma) 3 stelle (5 raggi) di oro poste su fascia ondata di rosso su - caduceo di verde posto su monte a 3 cime di argento uscente dalla punta su azzurro - occhio al naturale in alto su azzurro - 2 spighe al naturale poste in banda e in sbarra uscenti dal monte a 3 cime (citato in LEOM) |
|        | Senoni (Cesena) (la blasonatura non è stata ancora caricata) (citato in BLCW) Immagine in Blasone Cesenate. |
|        | Sensi (Perugia) Spaccato d'argento e di rosso, a tre stelle (di sei raggi) dell'uno dell'altro 2 e 1; colla fascia in divisa d'oro, attraversante sulla partizione (citato in CROL e (4)) fascia di oro su troncato di argento e di rosso - 3 stelle (6 raggi) poste 2,1 - le 2 superiori di rosso su argento e quella in basso di argento su rosso (citato in LEOM)                                                                              |
|        | Sensi (Volterra) Di rosso, al destrocherio impugnante un sigillo, accompagnato in punta da un monte di tre cime, il tutto d'oro e abbassato sotto il capo d'azzurro caricato di tre stelle a otto punte d'oro, ordinate nel senso della pezza (citato in (19)) |
|        | Sensi (Siena) D'oro, alla gemella in banda d'azzurro, accompagnata da due palle dello stesso, 1.1 (citato in (19)) |
|        | Sensi Contugi (Volterra) monte a 3 cime di oro sormontato da - un avambraccio destro vestito di oro uscente dall'angolo superiore sinistro afferrante con la mano di carnagione un sigillo di oro tutto su rosso - 3 stelle (8 raggi) di oro poste in fascia su azzurro in capo (sulla prima partizione) - 3 stelle (8 raggi) poste 2,1 su troncato innestato di oro e di azzurro le 2 superiori di azzurro e l'inferiore di oro (citato in LEOM) |

### Sep
| Stemma | Casato e blasonatura                                                    |
| ------ | ----------------------------------------------------------------------- |
|        | Septara (la blasonatura non è stata ancora caricata) (citato in DAlena) |

### Seq
| Stemma | Casato e blasonatura |
| ------ | --- |
|        | Sequi (Macomer, Cagliari) D'argento inquartato da un filetto di nero: nel 1° all'albero d'alloro al naturale con i rami incrociati, nodrito su un monticello pure al naturale; nel 2° alla torre di rosso sormontata da 3 stelle d'oro in fascia; nel 3° al cuore di rosso sormontato da una penna bianca al naturale posta in fascia; nel 4° al braccio di carnagione movente dal lato destro dello scudo, sostenente una colonna di marmo bianco spruzzata di rosso (citato in (9) e in DAlena) |
|        | Sequi (Bortigali, Macomer, Cagliari, Muravera) filetto in croce di nero su argento - albero sradicato di alloro al naturale (sul 1° quarto) - torre di rosso sormontata da - 3 stelle (5 raggi) di oro poste 1,2 (sul 2° quarto) - cuore di rosso sormontato da - una penna posta in fascia la piuma a destra al naturale (sul 3° quarto) - avambraccio destro di carnagione muovente da sinistra sorreggente con le dita una colonna di argento maculata di rosso (sul 4° quarto) (citato in LEOM) |
|        | Sequi (Bortigali, Macomer, Cagliari, Muravera) filetto in croce di nero su argento - albero sradicato al naturale (sul 1° quarto) - torre al naturale sormontata da - 3 stelle (5 raggi) di oro poste in fascia (sul 2° quarto) - cuore di argento infiammato di rosso sormontato da - una penna posta in fascia la piuma a destra al naturale (sul 3° quarto) - avambraccio destro di carnagione muovente da sinistra sorreggente con le dita una colonna di argento maculata di rosso (sul 4° quarto) (citato in LEOM) |
|        | Sequi o Segui del Nicchio (Firenze) D'azzurro, alla fascia di rosso caricata di sei crescenti d'oro, i tre a sinistra volti, i tre a destra rivolti, accompagnata in capo da tre stelle a otto punte dello stesso, 1.2, e in punta da una montagna al naturale uscente dalla punta e cimata da un cuore di rosso, infiammato dello stesso (citato in (19)) (DE) In Blau 1 roter Balken, belegt rechts mit 3 abnehmenden Halbmonden, links mit 3 zunehmenden Halbmonden, und begleitet oben von 3 achtstrahligen goldenen Sternen 1:2 gestellt, unten von 1 goldenen, mit 1 roten brennenden Herz besetzten Felsen (citato in KHIF) |
|        | Sequi (Ozieri) (la blasonatura non è stata ancora caricata) (Immagine nella Raccolta stemmi Trippini (JPG).) |

### Sera
| Stemma | Casato e blasonatura |
| ------ | --- |
|        | Ser Angiolo (Toscana) (DE) In Rot 1 golden behalsbandeter silberner Hund (citato in KHIF) |
|        | Seraccio (Barge, Carignano) Di rosso, al leone di nero, cucito, armato d'argento, con la banda di argento attraversante (citato in (23)) |
|        | Serafini Troncato: al 1° d'azzurro a 3 stelle d'argento (8); al 2° d'argento alla testa di angelo di carnagione con quattro ali di cui due superiori a volo spiegato e le due inferiori decussate poste in fascia; lo scudo con la bordura ristretta d'oro e di rosso (citato in DAlena)                                                                                            |
|        | Serafini (Ancona) (la blasonatura non è stata ancora caricata) (citato in DAlena) |
|        | Serafini (Fabriano) D'azzurro alla fascia accompagnata da tre stelle (6), due in capo ed una in punta, il tutto d'oro, fra le stelle superiori e la fascia un serafino al naturale con otto voli disposti a guisa di croce e decussati (citato in DAlena) |
|        | Serafini (Fabriano) fascia di oro su azzurro sormontata da - un serafino al naturale - 3 stelle (6 raggi) di oro poste 2 in alto su azzurro e una in basso su azzurro (citato in LEOM) |
|        | Serafini (Firenze) D'azzurro, a due teste di serafino di carnagione, alate d'argento, ordinate l'una sull'altra (citato in (19)) |
|        | Serafini (Lucca) D'azzurro a due clave di verde, passate in croce di Sant'Andrea, accompagnate in capo da un giglio d'oro, ed in punta da un delfino d'argento (citato in DAlena) |
|        | Serafini (Marche) d'azzurro a tre angeli serafini di carnagione, vestiti di rosso, accompagnati da nove stelle d'oro, ordinate in cinta (citato in (12)) [https://web.archive.org/web/20100314134557/http://www.casaserafini.it/history.php]. |
|        | Serafini (Messina) D'azzurro a due serafini affrontati d'argento (citato in DAlena) |
|        | Serafini (Piacenza) Titolo: signori di Fara e Vespolate Di rosso, a tre bande d'argento alias Di rosso, a tre bande d'argento, con il capo d'azzurro (citato in (23)) |
|        | Serafini (Savigliano) D'azzurro, a tre angeli serafini di carnagione, vestiti di rosso, accompagnati da nove stelle d'oro, ordinate in cinta (citato in (23)) |
|        | Serafini (Urbino) D'azzurro, alla fascia d'argento, sostenente una torre dello stesso, accostata da due rami di palma al naturale, ed accompagnata in capo da una testa di serafino pure al naturale, ed in punta da tre sbarre d'argento (citato in DAlena) |
|        | Serafini o Balotti (Modena, Ferrara) (la blasonatura non è stata ancora caricata) (citato in UNFE) Immagine nella Biblioteca Estense Universitaria (id. 1169). |
|        | Serafini o Serafini del Lion Rosso (Toscana) (DE) In Blau 2 naturfarbene Seraphimköpfe mit 4 roten? Flügeln untereinander oder In Blau 2 naturfarbene Seraphimköpfe mit oben 1 roten, unten 1 goldenen? Flügelpaar (citato in KHIF) |
|        | Serafini o Serafino (Messina) d'azzurro, a due angeli, affrontati, d'argento (citato in Mango) |
|        | Serafini Amici (Fabriano) fascia di oro su azzurro sormontata da - un serafino al naturale - 3 stelle (6 raggi) di oro poste 2 in alto su azzurro e una in basso su azzurro - monte a 3 cime di oro uscente dalla punta cimato da una colomba (uccello) di argento sormontata a sinistra da - una cometa ondeggiante in palo di oro tutto su azzurro (citato in LEOM)               |
|        | Serafini Amici (Fabriano) Al 1° d'azzurro alla fascia d'oro cimata da una testa di cherubino (serafino) di otto ali al naturale, accompagnata in capo da due ed in punta da una stella (6) d'oro (Serafini); al 2° d'azzurro al monte (3) d'oro all'italiana sostenente una colomba d'argento sormontata nell'angolo destro del capo da una cometa d'oro (Amici) (citato in DAlena) |
|        | Serafini Benesachi (Perugia) (la blasonatura non è stata ancora caricata) (citato in UNFE) Immagine nella Biblioteca Estense Universitaria (id. 7279). |
|        | Serafini Sauli (Baroni di Tiggiano e Montesardo) filetto in croce di oro accantonato da 4 angeli in maestà di argento su azzurro - aquila ali abbassate (volo) sormontata da - un lambello a 3 gocce tutto di rosso su argento (citato in LEOM) |
|        | Seragoni (San Miniato) D'oro, alla croce trifogliata di rosso (citato in (19)) |
|        | Serale o Seral o Cerale o Del Cerro (Antibes, Caraglio) Titolo: conte di Monticello, Valdondona D'argento, al cerro di verde, nascente dalla punta dello scudo (citato in (23)) alias D'oro, al cerro nutrito sulla pianura, di verde, sormontato da un'aquila di nero, rivoltata, coronata di rosso (citato in (23) e in (31))                                                     |
|        | Serantoni (Lucca) 3 rose di oro stelate e fogliate dello stesso poste 2,1 su azzurro (citato in LEOM) |
|        | Serantoni (Lucca) D'azzurro, a tre rose d'oro, stelate e fogliate dello stesso, 2.1 (citato in (19)) |
|        | Seraphini (Fiesole) D'oro, allo scaglione cucito d'argento, accompagnato da tre teste di cherubino di carnagione, 2.1 (citato in (19)) |
|        | Serarcangeli (Camerino) fascia di oro su azzurro - giglio di giardino al naturale posto in sbarra incrociato ad - una spada di argento manicata di oro posta in banda in alto su azzurro - giglio di oro in basso su azzurro (citato in LEOM) |
|        | Seratti (Pontremoli, Firenze) Di rosso, al cane rampante d'argento, sostenuto da un monte di tre cime d'oro, uscente dalla punta, e tenente con le zampe anteriori un giglio pure d'oro (citato in (19)) |
|        | Seravalli (Firenze) Di rosso, al leopardo illeonito al naturale, accompagnato in capo da due stelle a otto punte d'oro, sormontate da una croce biforcata di... (citato in (19)) |
|        | Seravalli (Firenze) Di..., alla banda diminuita di..., accompagnata in capo da uno scaglionetto di..., posto in mezzo a due stelle a otto punte di..., e in punta da una terza stella a otto punte di... (citato in (19)) |
|        | Seravallini (Pisa) D'azzurro, a tre pali d'oro (citato in (19)) |

### Serb
| Stemma | Casato e blasonatura |
| ------ | --- |
|        | Serbaldesi (Firenze) D'azzurro, a tre pesci d'argento natanti l'uno sull'altro, posti in banda (citato in (19)) |
|        | Serbelloni (Cremona) Titolo: duchi di S. Gabrio bandato d'azzurro e d'argento, al capo d'argento, caricato di un alberto di sorbo di verde sostenuto da due grifoni di rosso controrampanti (citato in BLCR) Immagine in Blasonario Cremonese (archiviato dall'url originale il 6 marzo 2017). |
|        | Serbelloni (Milano) Titolo: duchi di San Gabrio, marchesi di Incisa, Romagnano; consignori di Castelnuovo Belbo D'argento, al sorbo di verde, sostenuto da due grifoni, di rosso, controrampanti (citato in (23)) alias Troncato, al 1° d'argento, al sorbo di verde, accostato da due grifoni affrontati, di rosso, coronati d'oro, al 2° bandato d'argento e di rosso alias Troncato, al 1° d'argento, al sorbo di verde, nutrito nella campagna dello stesso, al 2° d'argento, a quattro bande, d'azzurro alias Bandato d'argento e d'azzurro, con il capo del primo, carico di un sorbo, di verde, sostenuto da una trangla, dello stesso alias Bandato d'azzurro e d'argento, con il capo del secondo, carico di un sorbo, di verde, sostenuto da due grifoni, di rosso, controrampanti |
|        | Ser Betti (Pisa) D'azzurro, al leone d'argento (citato in (19)) |

### Serc
| Stemma | Casato e blasonatura |
| ------ | --- |
|        | Sercetti (Firenze) Di..., al monte di sei cime di..., sostenente due rami divergenti di..., e sormontato da tre stelle a otto punte ordinate in capo di... (citato in (19)) |
|        | Serchelini (Pisa) Troncato: nel 1° di rosso pieno; nel 2° scaccato d'azzurro e d'argento alias Scaccato d'azzurro e d'argento, al capo di rosso (citato in (19)) |
|        | Serchelli (Toscana) (DE) In Rot 1 dreisprossige goldene Leiter (citato in KHIF) |
|        | Serchelli (Firenze) Di rosso, alla scala di tre pioli d'oro (citato in (19)) |
|        | Serci (Nuraminis) Serci-Serra e Serci-Vaquer troncato; al primo d'azzurro alla fontana zampillante alta d'argento, movente dalla troncatura; al secondo d'argento a tre monti di verde, moventi dalla punta Motto: "plus pressa plus surgit" alias "in pressura potens et redundans" (citato in (14)) (Immagine nella Raccolta stemmi Trippini (JPG).) |
|        | Sercialli da Petrognano (Firenze) Troncato: nel 1° d'argento, al bue passante di rosso, nel 2° palato dei due smalti alias Palato di sei pezzi di rosso e d'argento, al capo del secondo caricato di un bue passante del primo (citato in (19)) |
|        | Ser Cosci (Pisa) D'argento, alla fascia accompagnata da tre crescenti montanti, 2.1, il tutto di rosso (citato in (19)) |
|        | Sercoticoni (Pisa) D'argento, a tre scaglioni di verde (citato in (19)) |

### Serd
| Stemma | Casato e blasonatura |
| ------ | --- |
|        | Serducci (Cortona, Firenze) Trinciato: nel 1° fasciato di e di...; nel 2° fasciato ondato di... e di..., alla banda di..., passata sulla trinciatura (citato in (19)) |

### Sere
| Stemma | Casato e blasonatura |
| ------ | --- |
|        | Serena (Cuorgnè, Ivrea) D'oro, alla sirena al naturale (citato in (23)) |
|        | Serena di Lapigio (Roma, Altamura) sirena a 2 code in maestà al naturale coronata di oro su mare di azzurro su argento - 3 gigli di argento posti in fascia su rosso in capo sormontati da un altro capo di azzurro caricato di - 3 stelle (6 raggi) di oro poste in fascia (citato in LEOM) |
|        | Serena di Lapigio (Roma, Altamura) 7 stelle (6 raggi) di oro poste a forma di Orsa Maggiore su azzurro (la locazione in alto al centro non è certa) (citato in LEOM) |
|        | Serenelli (Verona) sirena al naturale in maestà a 2 code vestita di rosso e coronata di oro su azzurro (citato in LEOM) |
|        | Sereni (Pisa) Di porpora, alla banda d'oro caricata di tre rose di rosso (citato in (19)) |
|        | Sereni (Firenze) Troncato d'argento e d'azzurro, al palo attraversante di nero (citato in (19)) |
|        | Sereni o Sereni del Lion d'Oro (Toscana) (DE) Silber-blau geteilt, darin 1 Pfahl in verwechselten Tinkturen (citato in KHIF) |
|        | Sereno (Savigliano, Cuneo) D'azzurro, a sei stelle d'oro (citato in (23) e in (31)) Cimiero: la branca d'orso che tiene una sirena / la sirena tenente colla destra un'ancora; colla sinistra un breve col motto Motto: Spero                                                                |
|        | Sereno (Chieri, Torino) D'azzurro, alla fascia d'oro, accompagnata in capo da tre stelle d'oro, in punta da una sirena, al naturale Motto: Spero (citato in (23)) |

### Serf
| Stemma | Casato e blasonatura |
| ------ | --- |
|        | Serfannucci (Pisa) Di..., alla banda di... (citato in (19)) |
|        | Ser Fidanza (Pisa) Di rosso, al leone d'argento e alla banda attraversante di nero alias Di rosso, al leone d'argento e alla banda attraversante di porpora (citato in (19)) |
|        | Serfranceschi (Firenze) D'oro, al leone di nero, sostenuto da un monte di tre cime di rosso; e alla banda attraversante d'azzurro, seminata di gigli d'oro (citato in (19))  |

### Serg
| Stemma | Casato e blasonatura |
| ------ | --- |
|        | Sergardi (Siena) Partito di rosso e d'azzurro, a due martelli d'oro, decussati e attraversanti; il tutto abbassato sotto il capo d'Angiò (citato in (19)) alias Partito di rosso e d'azzurro, a due martelli d'oro, decussati e attraversanti; il tutto abbassato sotto il capo d'Angiò, il tutto abbassato sotto il capo dell'Impero (citato in (19)) 2 martelli incrociati di oro su partito di rosso e di azzurro - capo d'Angiò abbassato da - un capo d'Impero (citato in LEOM) alias Partito di rosso e d'azzurro, a due martelli dell'uno all'altro, decussati e attraversanti; il tutto abbassato sotto il capo d'Angiò (citato in (19)) alias Partito di rosso e d'azzurro, a due martelli dell'uno all'altro, decussati e attraversanti; il tutto abbassato sotto il capo d'Angiò, il tutto abbassato sotto il capo dell'Impero (citato in (19)) |
|        | Sergardi Biringucci (Siena) 2 martelli incrociati di oro su partito di rosso e di azzurro - capo d'Angiò abbassato da - un capo d'Impero (sul 1° quarto) - fascia doppiomerlata di oro accompagnata da - 3 piante di granturco dello stesso poste 2,1 su rosso (2° quarto) - fascia di rosso bordata di oro accompagnata da - 3 foglie di vite dello stesso poste 2,1 su azzurro (3° quarto) - 5 lune montanti di oro su croce di azzurro su argento (4° quarto) (Piccolomini) (citato in LEOM) |
|        | Sergi (Salemi, Messina) di rosso, alla pecora d'argento, guardante una stella dello stesso, posta al primo cantone (citato in Mango) |
|        | Sergio (Cosenza) Di rosso alla pecora d'argento (citato in DAlena e in BLCL) |
|        | Sergio (Napoli) Titolo: baroni partito: 1° d'azzurro al leone d'argento, rivoltato e sormontato dalle lettere S. C. di nero; 2° d'argento allo scaglione di rosso caricato d'oro (citato in (24)) leone rampante di argento rivolto sormontato dalle - lettere maiuscole di nero S C tutto su azzurro - scaglione di oro bordato di rosso su argento (citato in LEOM) |
|        | Sergiuliani (Sansepolcro, Firenze) D'argento, all'orso al naturale, lampassato di rosso, sedente sulla cima di un monte di sei cime di verde uscente dalla punta (citato in (19)) |
|        | Sergiusti (Lucca) D'azzurro, al leone d'argento, lampassato di rosso, tenente con le branche anteriori un ramo d'alloro di verde, e alla banda attraversante d'oro (citato in (19)) banda di oro su - leone rampante di argento tenente con le zampe anteriori un ramo di alloro di verde tutto su azzurro (citato in LEOM) |
|        | Sergrifi (Firenze) Di..., al cinghiale rampante di..., cinghiato di..., sormontato da tre stelle a otto punte di..., ordinate in capo alias Di..., al cinghiale rampante di..., cinghiato di..., sormontato da tre stelle a sei punte di..., ordinate in capo alias Di..., al cinghiale rampante di... rivolto, cinghiato di..., sormontato da tre stelle a otto punte di..., ordinate in capo alias Di..., al cinghiale rampante di... rivolto, cinghiato di..., sormontato da tre stelle a sei punte di..., ordinate in capo (citato in (19)) |
|        | Serguidi (Firenze) D'azzurro, allo scaglione d'oro accompagnato da tre crescenti d'argento, 2.1, i due affrontati e l'uno montante, e al capo cucito d'Angiò alias D'azzurro, allo scaglione d'oro accompagnato da tre crescenti d'argento, 2.1, i due affrontati e l'uno montante, e al capo cucito d'Angiò, il tutto abbassato sotto il capo di Santo Stefano (citato in (19)) |

### Seri
| Stemma | Casato e blasonatura |
| ------ | --- |
|        | Seriacopi (Firenze) D'oro, al leone d'azzurro, e alla banda attraversante d'argento (citato in (19)) |
|        | Serianni (Ascoli Piceno, Roma, Parigi) banda di rosso accompagnata da - 2 palle di oro poste in palo tutto su azzurro (citato in LEOM) |
|        | Serio (Sicilia) D'oro, con un destroscerio vestito di verde impugnante una spada alta in sbarra, accompagnato nel capo da due gigli d'azzurro, e da tré monti di verde moventi dal mare nella punta (citato in (28)) Notizie storiche in Famiglie nobili di Sicilia.                                  |
|        | Seripando (Napoletano) (la blasonatura non è stata ancora caricata) (citato in (26)) |
|        | Seripando (Napoli, Bari, Giovinazzo) Titolo: barone di Bugnano e Casapuzzano, conte e duca di Mottola di rosso al leone d'oro tenente con la zampa destra un crescente (mezza luna) dello stesso, col rastrello (lambello) a tre pendenti d'azzurro in fascia attraversante il tutto (citato in (24)) |
|        | Seripi (Pesaro) Serpente (citato in DAlena) |

### Serl
| Stemma | Casato e blasonatura |
| ------ | --- |
|        | Serlerio (Viterbo) (la blasonatura non è stata ancora caricata) (immagine dello Stemmario reale di Baviera.)                                                       |
|        | Serlupi (Roma, Firenze) spaccato inchiavato d'azzurro e d'argento, ognuna delle 4 punte d'argento terminante in un giglio dello stesso (citato in (4) e in DAlena) |
|        | Serlupi (Roma) (la blasonatura non è stata ancora caricata) (Immagine nell' Archivio Storico Capitolino (PDF).)                                                    |
|        | Serlupi Crescenzi o Serlupi d'Ongran (Roma, Firenze) troncato inchiavato di 4 punte di argento su azzurro cimate da 4 piccoli gigli di argento (citato in LEOM)    |

### Serm
| Stemma | Casato e blasonatura |
| ------ | --- |
|        | Ser maggio di Ser Pepo (Firenze) Di..., all'albero di..., nodrito sulla campagna di... (citato in (19)) |
|        | Sermanni (Firenze) Partito d'argento e d'azzurro, a due cani controrampanti dell'uno nell'altro, collarinati di rosso (citato in (19)) |
|        | Sermanni (Firenze) monte a 6 cime accompagnato da - 3 stelle (6 raggi) poste 2,1 tutto di oro su azzurro - capo d'Angiò cucito (citato in LEOM) |
|        | Sermanni da Lamole (Firenze) D'azzurro, al monte di sei cime d'oro, sormontato da tre stelle a otto punte dello stesso, 1.2; il tutto abbassato sotto il capo cucito d'Angiò alias D'azzurro, al monte di sei cime d'oro, sormontato da tre stelle a sei punte dello stesso, 1.2; il tutto abbassato sotto il capo cucito d'Angiò (citato in (19))  |
|        | Sermartelli (Firenze) Trinciato d'azzurro e d'argento, a due martelli dell'uno nell'altro posti nel senso della trinciatura, quello in punta capovolto alias Di..., alla banda di..., accostata da due martelli di..., quello in punta capovolto (citato in (19))                                                                                   |
|        | Sermartelli (Firenze) D'azzurro, alla torre d'argento accostata da due martelli dello stesso, uscenti affrontati dai fianchi dello scudo (citato in (19)) |
|        | Sermattei (Cesena) (la blasonatura non è stata ancora caricata) (citato in BLCW) Immagine in Blasone Cesenate. |
|        | Ser Meifoni (Pisa) Troncato: nel 1° di rosso pieno; nel 2° d'oro, a tre teste di gallo di nero, crestate e barbate di rosso e imbeccate del campo, 2.1 (citato in (19)) |
|        | Sermelli (Pisa) Di rosso, a tre fiori (rose) d'argento, stelati e fogliati di verde, 2.1 (citato in (19)) |
|        | Sermicheli o Sermicheli Pescioni (Toscana) (DE) Gespalten: Rechts in Blau 4 schräggelegte silberne Fische pfahlweise, links in Gold 3 rote Balken (citato in KHIF) |
|        | Sermini (Siena) D'oro, al leone d'azzurro, lampassato e armato di rosso (citato in (19)) |
|        | Sermolli (Volterra, Firenze) D'azzurro, alla branca di leone d'oro, movente da sinistra e tenente una catena di ferro al naturale, dalla quale pende un peso di stadera d'oro alias D'azzurro, alla branca di leone d'oro, movente da destra e tenente una catena di ferro al naturale, dalla quale pende un peso di stadera d'oro (citato in (19)) |
|        | Sermoneti (Siena) D'azzurro, alla gemella in banda alternata da otto stelle a otto punte, 2.3.3, le due tenenti in mezzo un nodo d'amore posto nel senso della pezza; il tutto d'oro (citato in (19)) |

### Sern
| Stemma | Casato e blasonatura |
| ------ | --- |
|        | Sernagiotto (Volpago del Montello, Venezia) banda trinciata di rosso e di oro su argento - aquila di nero in alto a destra - crocetta patente di rosso forata di argento in basso a sinistra (citato in LEOM) |
|        | Serni (Firenze) D'argento, alla sbarra di rosso caricata di due stelle a otto punte d'oro (citato in (19)) |
|        | Sernigi (Firenze) D'argento, a tre rami di rosaio al naturale, fioriti ciascuno di un pezzo dello stesso, nodriti su un monte di sei cime d'oro; il tutto abbassato sotto il capo d'Angiò alias D'argento, a cinque rami di rosaio al naturale, fioriti ciascuno di un pezzo dello stesso, nodriti su un monte di sei cime d'oro; il tutto abbassato sotto il capo d'Angiò (citato in (19)) |
|        | Sernini (Siena) Partito: nel 1° d'oro, alla fascia accompagnata da quattro gigli, due interi e due mezzi uscenti dalla partizione, il tutto d'azzurro; nel 2° di rosso, al palo d'oro (citato in (19)) |
|        | Sernini (Pisa) Troncato cuneato di rosso e d'oro, allo stelo cimato da tre pannocchie di verde nel secondo (citato in (19)) |
|        | Sernini o Sernini Cucciatti (Cortona, Arezzo, Trieste) i rosso, a due cani d'argento, collarinati di nero, controascendenti un monte di sei cime d'oro (citato in (19)) 2 cani levrieri al naturale affrontati e controrampanti ad - un monte a 6 cime di oro tutto su rosso (citato in LEOM)                                                                                               |
|        | Sernocchi (Pisa) Inquartato: nel 1° e 4° d'argento pieno; nel 2° e 3° scaccato d'argento e di rosso (citato in (19)) |

### Sero
| Stemma | Casato e blasonatura |
| ------ | --- |
|        | Seroldi (Leynì) D'azzurro, alla mezza ruota d'oro, accompagnata in capo da tre stelle (6) d'argento, ordinate in fascia, e in punta da tre grani di sale, pure d'argento, 2, 1 Motto: In adversis semper comes (citato in (23)) |

### Serp
| Stemma | Casato e blasonatura |
| ------ | --- |
|        | Serpeggia (Genova) Serpenti (citato in DAlena) |
|        | Serpi (Firenze) Di..., a due bisce di..., guizzanti in palo affrontate e tre volte decussate (citato in (19)) |
|        | Serpi (Cagliari) Di verde al serpe d'argento ondeggiante in palo (la blasonatura non è stata ancora caricata) (citato in DAlena) |
|        | Serpi (Bergamo) (la blasonatura non è stata ancora caricata) (citato in DAlena) |
|        | Serpi (Donori, Genova) serpente di argento ondeggiante in palo su verde (citato in LEOM) |
|        | Serponti (Pescia) D'oro, al leone leopardito di rosso, sostenuto da un ponte di due archi al naturale, fondato sulla riviera dello stesso; il tutto abbassato sotto il capo d'argento caricato dell'aquila bicipite di nero, coronata d'oro (citato in (19)) leone passante di rosso su oro - ponte a 2 luci di verde su fiume di azzurro uscente dalla punta - aquila bicipite di nero coronata di oro su argento in capo (citato in LEOM) alias (DE) Unter silbernem Schildhaupt, darin 1 goldbewehrter schwarzer Doppeladler, überhöht von 1 goldenen Krone, in Gold über grünem Wasser und 1 zweibogigen silbernen Brücke 1 schreitender roter Löwe (citato in KHIF) |
|        | Serponti (Varenna, Milano) Titolo: marchesi di Mirasole D'argento, a un fiume d'azzurro, scorrente presso la pianura di verde, con un ponte arcuato e rotto, d'oro, sostenente una colomba, al naturale (citato in (23)) fiume di azzurro scorrente presso un terrazzo di verde dove sorge un ponte rotto arcuato di oro sormontato da una colomba ferma al naturale tutto su argento (citato in LEOM) alias D'azzurro, al ponte arcuato d'argento, bordato d'oro, sopra un fiume al naturale, lambito da un terrazzo di verde uscente dalla punta, con un leone di rosso, passante sul ponte, con il capo d'oro, carico di un'aquila di nero (citato in (23)) leone passante di rosso su ponte arcuato di argento bordato di oro su fiume al naturale lambito da terrazzo di verde uscente dalla punta tutto su azzurro - aquila di nero su oro in capo (citato in LEOM) alias Troncato, al 1° d'oro, all'aquila di nero, coronata d'oro, al 2° d'azzurro, al ponte arcuato al naturale, sopra un fiume, pure al naturale, con un leone di rosso, passante sul ponte (citato in (23)) aquila di nero coronata di oro sull'oro del troncato di oro e di azzurro - leone passante di rosso su ponte arcuato su fiume al naturale sull'azzurro (citato in LEOM) |
|        | Serpucci (Siena) D'azzurro, a due scaglioni d'argento, alternati a quattro crescenti montanti dello stesso, 2.1.1 (citato in (19)) |

### Serr
| Stemma | Casato e blasonatura |
| ------ | --- |
|        | Serra (Cagliari, Torino, Roma) partito, nel 1° di rosso alla sega d'argento; nel 2° troncato di verde e d'azzurro, il verde alla sfera armillare d'oro (citato in DAlena) |
|        | Serra (Pistoia) D'argento, a due fasce scaccate di due file del campo e di rosso (citato in (19)) |
|        | Serra (Catanzaro) D'oro a due fasce scaccate d'argento e di rosso accompagnate in capo da una cometa d'oro in palo (citato in BLCL) |
|        | Serra (Compiano) (la blasonatura non è stata ancora caricata) (citato in DAlena) |
|        | Serra (Cagliari) D'azzurro a due orsi al naturale, ritti, affrontati ad un monte d'argento e tenente fra ambi una sega dello stesso o quasi in ato di segarlo verticalmente (citato in DAlena) |
|        | Serra (Cagliari, Sassari) Troncato: nel 1° d'azzurro a due orsi al naturale, ritti, affrontati ad un monte d'argento e tenenti fra ambi una sega dello stesso o quasi in atto di segarlo verticalmente; nel 2° partito: a destra d'azzurro al mastio d'argento torricellato di 3 pezzi uguali, a sinistra di verde al braccio armato movente dal lembo sinistro, tenente una spada in sbarra, il tutto al naturale (citato in DAlena) |
|        | Serra (Selegas, Cagliari) D'azzurro all'aquila al naturale coronata d'oro, caricata nel petto di uno scudetto di rosso, al covone d'oro, a destra, e alla sega d'argento, a sinistra, uno accanto all'altro (citato in DAlena) fascio di spighe di oro (covone) a sinistra e sega di argento a destra su scudetto di rosso su - aquila al naturale coronata di oro su azzurro (citato in LEOM) |
|        | Serra (Albugnano) Titolo: conti di Albugnano Di rosso, alla foglia di sega, d'argento, posta in banda, con il capo d'azzurro, cucito, carico di due speronelle, d'oro (citato in (23)) |
|        | Serra e Serra Madio (Mondonio) Titolo: consignori di Mondonio, Scandeluzza D'azzurro, alla foglia di sega, posta in banda, accompagnata da due corone ducali, il tutto d'oro alias Partito, di Serra e di Madio, che è d'argento, al castello di rosso, fondato sulla pianura erbosa, al naturale; col capo d'oro, carico di un'aquila coronata, di nero (citato in (23)) |
|        | Serra (Vercellese, Salussola) Titolo: consignori di Sandigliano D'azzurro, alla foglia di sega d'argento, posta in banda, con il capo d'oro, carico di un'aquila, con il volo abbassato, coronata, di nero (citato in (23)) |
|        | Serra (Genova) Titolo: marchesi di Mornese, Strevi; signori di Cremolino D'oro, a due fasce scaccate di due file, d'argento e di rosso alias D'azzurro, a due fasce scaccate di due file, d'argento e di rosso (citato in (23)) |
|        | Serra (Genova, Napoli, Roma) 2 fasce scaccate di argento e di rosso (2file) su oro (citato in LEOM) |
|        | Serra (Genova, Napoli) 2 fasce scaccate di rosso e di argento (2file) su oro (citato in LEOM) |
|        | Serra (Ovada) D'oro, a due fasce scaccate di due file di rosso e d'argento (citato in (34)) |
|        | Serra (Roma, Bonassola) 2 fasce scaccate di rosso e di argento (2file) su azzurro (citato in LEOM) |
|        | Serra (Ovada) Troncato, cuneato allungato d'azzurro e d'oro (citato in (34)) |
|        | Serra (Roma, Napoli) conte di Villalegre; marchese di Gioia, Strevi, Rivadebro; duca di Terranova, Cassano; principe di Gerace, Serra, Carovigno, Pado d'oro a due fasce scaccate di due file d'argento e di rosso (citato in (26)) Motto: Venturi aevi non immemor Notizie storiche in Nobili napoletani. |
|        | Serra (Sicilia) d'azzurro, al monte d'oro, movente dalla punta, accostato da due leoni dello stesso, controrampanti e affrontati, tenenti con la zampa destra una sega al naturale, conficcata nel monte in atto di serrarlo, con la stella d'argento, posta nel capo (citato in Mango) |
|        | Serra (Santa Maria) (Sardegna) (la blasonatura non è ancora caricata) |
|        | Serra (Cesena) luna di argento accostata a destra da stella (8 raggi) di oro su azzurro (citato in LEOM) |
|        | Serra (Cesena) (la blasonatura non è stata ancora caricata) (citato in BLCW) Immagine in Blasone Cesenate. |
|        | Serra (Pesaro, Roma) guerriero in maestà armato al naturale con spada in destra e scudo in sinistra su ponte rotto a 3 luci su fiume al naturale tutto su azzurro - sbarra di argento su rosso (citato in LEOM) |
|        | Serra (Atzara, Samugheo, Sorgono) testa di moro al naturale di profilo attorcigliata di argento su monte pizzuto dello stesso uscente dalla punta su azzurro (citato in LEOM) |
|        | Serra (Bosa, Cagliari) 2 orsi al naturale controrampanti affrontati ad - un monte di argento uscente dalla punta afferranti con le zampe anteriori una sega dello stesso tutto su azzurro (citato in LEOM) |
|        | Serra (Las Plassas, Gesturi) 2 orsi al naturale controrampanti affrontati ad - un monte di argento uscente dalla troncatura afferranti con le zampe anteriori una sega dello stesso tutto su azzurro - castello a 3 torri alla guelfa di argento su azzurro - braccio destro armato uscente da destra afferrante una spada posta in sbarra tutto al naturale su verde (citato in LEOM) |
|        | Serra (Alghero, Laconi) testa di moro al naturale di profilo attorcigliata di argento sormontata da - una sega retta da - 2 leoni controrampanti al naturale su rosso - 3 stelle (5 raggi) di argento su fascia abbassata di azzurro su rosso (citato in LEOM) |
|        | Serra (Cagliari) sega di argento posta in palo su rosso - sfera armillare di oro su verde - azzurro pieno (citato in LEOM) |
|        | Serragli (Firenze) Partito e controfasciato di sei pezzi d'oro e di rosso alias Partito e controfasciato di sette pezzi d'oro e di rosso alias Partito e controfasciato di otto pezzi d'oro e di rosso alias Partito e controfasciato di sei pezzi d'oro e di rosso, con il capo d'Angiò alias Partito e controfasciato di sette pezzi d'oro e di rosso, con il capo d'Angiò alias Partito e controfasciato di otto pezzi d'oro e di rosso, con il capo d'Angiò alias Partito e controfasciato di sei pezzi d'oro e di rosso, con una stella a otto punte d'oro sul primo pezzo di rosso del 1° alias Partito e controfasciato di sette pezzi d'oro e di rosso, con una stella a otto punte d'oro sul primo pezzo di rosso del 1° alias Partito e controfasciato di otto pezzi d'oro e di rosso, con una stella a otto punte d'oro sul primo pezzo di rosso del 1° (citato in (19))                                                                                    |
|        | Serragli (Firenze) partito di rosso e d'oro, a due fasce dell'uno all'altro (Immagine nella Raccolta stemmi Trippini (JPG).) |
|        | Serragli (Firenze) 3 fasce partite di rosso e di oro su partito di oro e di rosso (citato in LEOM) |
|        | Serragli (Firenze) controfasciato di oro e di rosso (citato in LEOM) |
|        | Serra di Pado (Napoletano) (la blasonatura non è stata ancora caricata) (citato in (26)) |
|        | Serragli (Toscana) (DE) Rot-gold gespalten und 5mal geteilt (citato in KHIF) |
|        | Serralunga (Alba) Troncato merlato di rosso e d'argento alias Troncato, al 1° inquartato, di [...], all'aquila di [...], e di [...], al leone (?) di [...], al 2° partito di [...] e di [...] (citato in (23)) |
|        | Serralutzu (Santu Lussurgiu, Cuglieri, Cagliari, Oristano, Bosa, Sassari) D'azzurro inquartato da un filetto d'oro: nel 1° una sega d'oro; nel 2° un luccio d'argento; nel 3° una rotella d'oro caricata da una croce trifogliata di rosso; nel 4° un semivolo destro d'argento (citato in DAlena) filetto in croce di oro su azzurro - sega di oro posta in palo (1°) - delfino di argento ondeggiante in palo (2°) - crocetta trifogliata di rosso su disco di oro bordato di oro (3°) - ala sinistra di argento (nel 4° quarto) (citato in LEOM) alias D'azzurro inquartato da un filetto d'oro: nel 1° una sega d'oro; nel 2° un luccio d'argento; nel 3° un elmo d'argento ornato d'oro; nel 4° un semivolo destro d'argento (citato in DAlena) |
|        | Serrano (Molise) (la blasonatura non è stata ancora caricata) (citato in DAlena) |
|        | Serrano (Tropea) (la blasonatura non è stata ancora caricata) (citato in BLCL) Immagine in Tropea Magazine. |
|        | Serrano (Tropea) (LA) duas serras antiquo modo peractas vel duas flammas (citato in BLCL) Notizie storiche in Tropea Magazine. |
|        | Serrao (Filadelfia) D'azzurro all'albero di pino al naturale sostenuto dal leone rampante di oro, accompagnato nel capo da due stelle a sei punte d'oro (citato in (40)) |
|        | Serrati (Montepulciano, Firenze) D'azzurro, al compasso aperto in scaglione d'argento, accollato da un nastro dello stesso ondeggiante in fascia (citato in (19)) alias D'azzurro, al compasso aperto in scaglione d'argento, accollato da un nastro dello stesso ondeggiante in banda (citato in (19)) (DE) In Blau 1 silberner Zirkel, 1 silbernes Band überdeckend (citato in KHIF) |
|        | Serravalle (Genova) d'azzurro, a nove triangoli d'oro, 4.3.2; col capo dello stesso, all'aquila nascente di nero (citato in (5) – pag. 166) 9 triangoli le punte in alto di oro posti in tripla fascia (4,3,2) su azzurro - aquila nascente di nero su oro in capo (citato in LEOM) |
|        | Serravalle (Serravalle, Genova) Titolo: signori di Serravalle Scrivia (?) D'oro, a tredici pezzi di vaio antico, di rosso, 3, 4, 3, 2, 1, con il capo del primo, carico di un'aquila coronata, di nero alias D'azzurro, a nove triangoli d'oro, 4, 3, 2, con il capo del secondo, all'aquila nascente di nero, coronata del campo (citato in (23)) |
|        | Serravalle (Catanzaro) D'azzurro a 9 bisanti d'oro posti 4, 3, 2 (citato in BLCL) |
|        | Serriccardi (Pisa) Di rosso, a tre voli abbassati d'argento, ordinati in palo e sormontati da una gemella in scaglione rialzato dello stesso (citato in (19)) |
|        | Serristori (Firenze) D'azzurro, alla fascia diminuita d'argento, accompagnata da tre stelle a otto punte d'oro, 2.1; e al capo cucito d'Angiò (citato in (19)) (DE) In Blau 1 erniedrigter silberner Balken, begleitet von 3 2:1 gestellten achtstrahligen goldenen Sternen und an der Schildhauptstelle von 1 vierlätzigen roten Turnierkragen, dieser zwischen den Lätzen begleitet von je 1 goldenen Lilie (citato in KHIF) alias D'azzurro, alla fascia diminuita d'argento, accompagnata da tre stelle a sei punte d'oro, 2.1; e al capo cucito d'Angiò (citato in (19)) alias D'azzurro, alla fascia diminuita d'argento, accompagnata da tre stelle a otto punte d'oro, 2.1; e al capo cucito d'Angiò, il tutto abbassato sotto il capo di Leone X (citato in (19)) alias D'azzurro, alla fascia diminuita d'argento, accompagnata da tre stelle a sei punte d'oro, 2.1; e al capo cucito d'Angiò, il tutto abbassato sotto il capo di Leone X (citato in (19)) |
|        | Serristori (Firenze) D'azzurro, alla fascia diminuita d'oro, accompagnata da tre stelle a sei punte d'oro, 2.1; e al capo cucito d'Angiò (Immagine nella Raccolta stemmi Trippini (JPG).) |
|        | Serristori o Tozzoni (Imola, (Firenze) cerva rampante di argento su rosso - capo d'Angiò (sulla prima partizione) - fascia di argento accompagnata da - 3 stelle (8 raggi) di oro poste 2,1 su azzurro - capo d'Angiò abbassato dal - capo di Leone X (sulla seconda partizione) (citato in LEOM) |
|        | Serroviro o Serrovira (Sicilia) Titolo: barone; barone di Fiume Salso d'argento, a tre conchiglie di rosso, poste 2, 1 (citato in Mango e in (28)) Corona di barone Notizie storiche in Famiglie nobili di Sicilia. |

### Sers
| Stemma | Casato e blasonatura |
| ------ | --- |
|        | Sersale (Sorrento, Cosenza, Catanzaro, Rossano, Nicastro, Monopoli, Napoli) Titolo: barone di Sellia; conte di Casamarciano,; marchese di Sersale; duca di Cerisano, Belcastro,; principe di Castelfranco bandato d'oro e d'azzurro (citato in BLCL e in (26)) alias d'azzurro a tre fasce d'oro (citato in (26)) 3 fasce di oro su azzurro (citato in LEOM) Notizie storiche in Nobili napoletani. |
|        | Sersale della Motta (Cosenza) Bandato d'oro e d'azzurro (citato in DAlena e in BLCL) |
|        | Sersimoni (Pisa) Di..., al semivolo levato di..., in mezzo a tre lettere Z di..., 2.1 (citato in (19)) |

### Sert
| Stemma | Casato e blasonatura |
| ------ | --- |
|        | Sertini (Firenze) Di rosso, alla croce di sant'Andrea d'oro, accantonata da quattro stelle a otto punte dello stesso alias Di rosso, alla croce di sant'Andrea d'oro, accantonata da quattro stelle a sei punte dello stesso alias Di rosso, alla croce di sant'Andrea d'oro, accantonata da quattro stelle a otto punte dello stesso, con il capo cucito d'Angiò alias Di rosso, alla croce di sant'Andrea d'oro, accantonata da quattro stelle a sei punte dello stesso, con il capo cucito d'Angiò (citato in (19)) |
|        | Sertoli (Brescia) d'oro, all'ippogrifo rampante di nero, linguato e armato di rosso (citato in (2) – pag. 324 e in DAlena) |
|        | Sertoli (Sondrio, Milano) grifo rampante coronato di nero su oro (citato in LEOM) |
|        | Sertoli (Cagliari) (la blasonatura non è stata ancora caricata) (citato in DAlena) |
|        | Sertoli Salis (Sondrio, Milano) grifo rampante di nero su oro - albero di salice sradicato di verde su oro - palato di rosso e di argento (citato in LEOM) |
|        | Sertorio (Genova) leone rampante di rosso coronato di oro tenente tra le anteriori 2 spade incrociate sostenenti un serto di alloro al naturale su argento - 3 stelle (8 raggi) di rosso in alto a destra poste 1,2 su argento (citato in LEOM) |
|        | Sertorio (Genova) leone rampante rivolto di rosso coronato di oro afferrante con entrambe le zampe anteriori 2 spade di argento incrociate infilzanti una ghirlanda di verde tutto su argento - 3 stelle (8 raggi) di rosso poste 1,2 sormontanti la ghirlanda stessa (citato in LEOM) |

### Seru
| Stemma | Casato e blasonatura |
| ------ | --- |
|        | Serughi (Pisa) Di rosso, al cane rampante d'argento, collarinato dello stesso (citato in (19))                                                                                   |
|        | Serughi (Forlì) 3 rose di argento bottonate di oro su fascia di azzurro su oro - aquila coronata di nero in alto su oro - orso passante di nero in basso su oro (citato in LEOM) |
|        | Serughi (Cesena) (la blasonatura non è stata ancora caricata) (citato in BLCW) Immagine in Blasone Cesenate.                                                                     |

### Serv
| Stemma | Casato e blasonatura |
| ------ | --- |
|        | Servadio (Siena) D'azzurro, al leone d'oro, bailonato di una spiga dello stesso (citato in (19)) (Immagine nella Raccolta stemmi Trippini (JPG).) |
|        | Servanzi (San Severino Marche) 3 bande di rosso su oro - monte a 3 cime di oro su azzurro (citato in LEOM) |
|        | Servanzi Collio (San Severino Marche) 3 bande di rosso su oro - monte a 3 cime di oro su azzurro - gemella in fascia ondata di rosso su oro - monte a 3 cime di oro su verde (citato in LEOM)                                                                       |
|        | Serventi (Ponti) Titolo: baroni D'azzurro, al corno di caccia d'oro, legato di rosso, con il capo d'argento, carico di tre bombe infiammate, al naturale, ordinate in fascia (citato in (23))                                                                       |
|        | Servi (Firenze) D'argento, al grifone di rosso e al lambello a tre pendenti attraversante di... alias D'argento, al grifone di rosso; con il capo d'oro caricato dell'aquila bicipite di nero, coronata del campo, nascente dalla base della pezza (citato in (19)) |
|        | Servi Dei (Toscana) (DE) In Blau 1 silberner Schrägbalken, der Figur nach belegt mit 1 roten Kette (citato in KHIF) |

### Serz
| Stemma | Casato e blasonatura |
| ------ | --- |
|        | Serzelli (Firenze) d'azzurro, a tre rocchi di scacchiere di rosso (citato in (2) – pag. 456 e in DAlena)                                  |
|        | Serzelli (Firenze) D'argento, a tre rocchi di scacchiere di rosso, 2.1 (citato in (19))                                                   |
|        | Serzelli (Toscana) (DE) Gespalten: Rechts in Gold 1 roter Rautenbalken, links in Silber 3 rote Schachroche, 2:1 gestellt (citato in KHIF) |

### Ses
| Stemma | Casato e blasonatura |
| ------ | --- |
|        | Sessa (Galliate Lombardo, Daverio, Milano, Arzago d'Adda) Titolo: Nobili, Patrizi milanesi, Patrizi di Bologna, Signori di Castel Sessa D'argento, al castello aperto torricellato di due pezzi merlati alla ghibellina di rosso, sostenente una piccola cicogna/cigno di nero, carico di un'aquila, dello stesso, appoggiata alle due torri castello a 2 torri merlato alla ghibellina di rosso sormontato tra le torri da - una piccola cicogna di nero - aquila di nero posta sulle 2 torri tutto su argento (citato in LEOM), alias D'argento, al castello aperto torricellato di due pezzi merlati alla ghibellina di rosso, sostenente sul mastio un cigno di bianco e avente nel becco un nastro con la legenda SOLA FIDES SUFFICIT, con il capo d'oro, carico di un'aquila, di nero, appoggiata alle due torri (citato in CROL) |
|        | Sesteri o Sesterio (Susa) Titolo: consignori di Mompantero D'azzurro, a due scaglioni, uno d'oro, l'altro di rosso, cucito (citato in (23)) |
|        | Sesti (Saluzzo) troncato: nel 1º d'azzurro a tre stelle d'oro male ordinate; nel 2º d'argento a tre stelle di rosso male ordinate, al compasso d'oro attraversante sul troncato (citato in (2) – pag. 157 e in DAlena) |
|        | Sesti (Firenze) Di rosso, alla fascia d'argento caricata di tre rami di rosaio di verde, fioriti ciascuno di un pezzo di rosso; con il capo di Santo Stefano alias Di rosso, alla fascia d'argento caricata di tre rose del campo (citato in (19)) |
|        | Sesti (Lucca) Di rosso, alla fascia d'argento caricata di tre rami di rosaio di verde, fioriti ciascuno di un pezzo di rosso (citato in (19)) |
|        | Sesti (Lucca, Madrid (Spagna)) 3 rose stelate e fogliate di verde poste in sbarra su fascia di oro su rosso (citato in LEOM) |
|        | Sestini o Sestini del Lion Nero (Firenze) D'azzurro, al monte di sei cime d'oro, sormontato da un compasso aperto in scaglione dello stesso (citato in (19)) (DE) In Blau 1 goldener Zirkel über 1 schwebenden goldenen Sechsberg (citato in KHIF) |
|        | Sesto (la blasonatura non è stata ancora caricata) (citato in DAlena) |
|        | Sesto o Sexto (Casale, Saluzzo) Titolo: consignori di Oncino Troncato, al 1° d'azzurro, a tre stelle d'oro, male ordinate, al 2° d'argento, a tre stelle (d'azzurro?), male ordinate, con il compasso d'oro attraversante alias (la blasonatura non è stata ancora caricata) alias (la blasonatura non è stata ancora caricata) alias (la blasonatura non è stata ancora caricata) alias (la blasonatura non è stata ancora caricata) alias (la blasonatura non è stata ancora caricata) (citato in (23)) |

### Set
| Stemma | Casato e blasonatura |
| ------ | --- |
|        | Seta (Cesena) (la blasonatura non è stata ancora caricata) (citato in BLCW) Immagine in Blasone Cesenate. |
|        | Seta di Casino (Pisa) Di verde, a tre rose d'oro, 2.1 (citato in (19)) |
|        | Setacci (Terni) fascia di argento su azzurro - figura muliebre in maestà di carnagione vestita di rosso usente dalla fascia su azzurro - braccio destro uscente da destra vestito di rosso afferrante con la mano di carnagione una matassa di seta grezza al naturale in basso su azzurro (citato in LEOM) |
|        | Settala (Milano) Titolo: consignori di Sardigliano D'oro, a sette mezzi voli (abbassati) sinistri, d'azzurro, 3 3 1 alias D'azzurro, a sette mezzi voli (abbassati) sinistri, d'oro, 3, 3, 1 alias D'azzurro, a sette mezzi voli (abbassati) sinistri, di rosso, 3, 3, 1 alias Di rosso, a sette mezzi voli sinistri, d'oro, 3, 3, 1, con il capo d'oro, carico di un'aquila di nero, coronata e armata del campo Motto: Treu und fromm (citato in (23)) |
|        | Settala de' Capitani di Settala (Lodi, Milano) aquila di nero coronata di oro su oro - 7 ali sinistre di oro su rosso poste 3,3,1 (citato in LEOM) troncato: nel 1º d'oro, all'aquila di nero, coronata del campo; nel 2º di rosso a sette mezzi voli (abbassati) sinistri, d'oro, 3 3 1 (Immagine nella Raccolta stemmi Trippini (JPG).) |
|        | Settanni (Rutigliano) di rosso al fascio legato di sette spighe di frumento d'oro accompagnato in capo da sette stelle a cinque raggi dello stesso male ordinate (citato in (33)) |
|        | Settecastelli d'azzurro, al mastio (maschio) di fortezza d'oro, torricellato di sette pezzi dello stesso, aperto e finestrato del campo di tre pezzi (citato in (5) – pag. 142) |
|        | Settembrini (Cesena) (la blasonatura non è stata ancora caricata) (citato in BLCW) Immagine in Blasone Cesenate. |
|        | Setticelli (Pistoia, Firenze) Mareggiato d'argento e di verde, a tre pesci del primo natanti l'uno sull'altro, e al capo cucito d'Angiò alias Mareggiato d'argento e di verde, a tre pesci del primo 2.1, e al capo cucito d'Angiò (citato in (19)) Particolarità araldica: l'immagine esistente presso l'Archivio di Firenze riporta i tre pesci posti in banda e ordinati in sbarra. |
|        | Setticelli (Firenze, Pistoia) 3 pesci posti in fascia un sull'altro di rosso su oro - capo d'Angiò (citato in LEOM) |
|        | Settimanni (Pistoia, Livorno) mano destra di carnagione uscente da destra con polsino di oro indicante una - squadra di oro a sinistra tutto su rosso - capo di Francia (citato in LEOM) |
|        | Settimanni (Firenze) Di rosso, alla squadra posta in palo d'oro, sinistrata da un destrocherio di carnagione, vestito d'oro, indicante la squadra stessa; il tutto abbassato sotto il capo cucito di Francia alias Di rosso, alla squadra posta in palo d'oro, sinistrata da una mano di carnagione uscente dal fianco dello scudo, indicante la squadra stessa; il tutto abbassato sotto il capo cucito di Francia alias Di rosso, alla squadra posta in palo d'oro, sinistrata da un destrocherio di carnagione, vestito d'oro, indicante la squadra stessa; il tutto abbassato sotto il capo cucito di Francia, il tutto abbassato sotto il capo di Santo Stefano alias Di rosso, alla squadra posta in palo d'oro, sinistrata da una mano di carnagione uscente dal fianco dello scudo, indicante la squadra stessa; il tutto abbassato sotto il capo cucito di Francia, il tutto abbassato sotto il capo di Santo Stefano (citato in (19)) |
|        | Settimo (Pisa) Di rosso, a tre scaglioni d'argento (citato in (19)) |
|        | Settimo (Cosenza) D'argento a tre scaglioni di rosso (citato in DAlena e in BLCL) |
|        | Settimo (Palermo) 3 scaglioni di rosso su argento (citato in LEOM) |
|        | Settimo (Palermo) Titolo: barone di Cammaratini, Tavi, Sambuca, Fitalia, Misilini, Dragonara, Prainito, Arcirito, Carbonajo; marchese di Giarratana; principe di Fitalia, Ganci, Belmontino d'argento a tre scaglioni di rosso (citato in (24), in Mango e in (28)) alias d'azzurro a tre scaglioni di rosso (citato in (28)) Corona e mantello di principe Ornamenti: Lo scudo accollato all'aquila bicipite dal volo abbassato di nero, armata e imbeccata di rosso, coronata d'oro Notizie storiche in Famiglie nobili di Sicilia. Ulteriori notizie storiche in Famiglie nobili di Sicilia. |
|        | Settis (Tropea, Zambrone) Titolo: patrizi di Tropea d'azzurro a due fasce d'oro accompagnate da tre stelle, due nel capo ed una in punta, il tutto sotto di un capo d'oro all'aquila bicipite dell'impero (citato in (24)) 2 fasce di oro su azzurro accompagnate da - 3 stelle (6 raggi) di oro poste 2,1 - aquila bicipite di nero coronata su ambo le teste di oro su oro in capo (citato in LEOM) |
|        | Settis (Tropea) fasciati di oro e di azzurro in quattro pezzi al superiore caricato della aquila bicipite nera al volo abbassato, caricato di tre stelle,due al secondo ed una alla punta, il terzo caricato da fascia di azzurro (citato in BLCL) Immagine e notizie storiche in Tropea Magazine. |
|        | Settomani (Toscana) (DE) Unter 2 jeweils unterstützten Schildhäuptern, das obere silbern und belegt mit 1 roten Johanniterkreuz (Capo di San Stefano), das untere belegt mit 3 Lilien (Capo di Francia), 1 bekleideter Rechtarm, auf 1 linksgewendetem Winkelmass am rechten Schildrand (citato in KHIF) |

### Sev
| Stemma | Casato e blasonatura |
| ------ | --- |
|        | Seva (Tropea) Fasciato d'oro e di nero (citato in BLCL) Immagine in Tropea Magazine. |
|        | Seve (Piemonte, Lione) fasciato d'oro e di nero colla bordura contracomposta del medesimo (citato in (2) – pag. 165, in (5) - pag. 119 e in DAlena) fasciato di oro e di nero - bordura controcomposta di oro e di nero (citato in LEOM) |
|        | Severi (Fano, Roma, Milano) leone rampante di rosso coda bifida su oro (citato in LEOM) |
|        | Severi (Cesena) (la blasonatura non è stata ancora caricata) (citato in BLCW) Immagine in Blasone Cesenate. |
|        | Severiano (la blasonatura non è stata ancora caricata) (citato in DAlena) |
|        | Severini (Pescia, Firenze) Di..., alla banda di... accompagnata superiormente da un orso passante di..., e inferiormente da un granchio di..., ambedue posti nel senso della pezza (citato in (19)) |
|        | Severini (Siena) Troncato d'argento e d'azzurro, alla fiamma attraversante di rosso (citato in (19)) |
|        | Severini (Montefalco) (d'azzurro, allal banda abbassata d'oro, accompagnata da due stelle di otto raggi dello stesso, una in capo, l'altra in punta) (citato in Degli Abbati) |
|        | Severini (Napoli, Rutigliano) Titolo: nobile d'azzurro alla fascia d'oro, accompagnata in capo da tre gigli d'oro e in punta da un mare in tempesta; i tre gigli sormontati da una stella di 8 raggi d'oro (citato in (33)) |
|        | Severino o Sevariano (Molise) (la blasonatura non è stata ancora caricata) (citato in DAlena) |
|        | Severino (Sicilia) Diviso nel 1° d'azzurro con tre gigli d'oro; nel 2° del primo con dieci bisanti ordinati in fascia 5 e 5 (citato in (28)) Notizie storiche in Famiglie nobili di Sicilia. |
|        | Severino (Rutigliano) Titolo: nobile d'azzurro alla mola (noria) al naturale (citato in (33)) |
|        | Severino e Severino Longo (Napoli) Titolo: conte di Policastro; marchese di San Giuliano, Galati; duca di Forlì, della Chiusa, Scilla Fasciato d'oro ed azzurro col capo di rosso caricato di 3 gigli d'oro (citato in DAlena) fasciato d'oro e d'azzurro col capo caricato da tre gigli d'oro (citato in (26)) Notizie storiche in Nobili napoletani. |
|        | Severino Longo (Abruzzo, Napoli) Titolo: duchessa di Forli, duchessa della Chiusa, marchesa di Gagliati, marchesa di San Giuliano, contessa di Policastro, col predicato di Palmoli, Pascoli, Tevererola, Fratta Piccola, Libonato e Pardinola D'azzurro a tre fasce d'oro ondate; col capo di rosso caricato di tre gigli d'oro male ordinati (citato in DAlena e in (24)) 3 fasce ondate di oro su azzurro - 3 gigli di oro posti 1,2 su rosso in capo (citato in LEOM) |
|        | Severo Vernice (Giovinazzo) Titolo: nobili partito: 1° d'azzurro alla fascia sostenente un monte di sei colli all'italiana cimato da una colomba e accompagnata in punta da tre stelle, tutto d'argento (Severo); 2° d'argento alla croce piena di rosso, accantonata da quattro rose dello stesso (citato in (24)) fascia di argento su azzurro - colomba di argento su 6 monti ristretti dello stesso uscenti dalla fascia e digradanti ai lati su azzurro - 3 stelle (8 raggi) di argento poste 2,1 su azzurro - croce di rosso su argento accantonata da 4 rose di rosso su argento (citato in LEOM) |
|        | Severoli inquartato: nel 1º e 4º d'azzurro, con una testa d'aquila strappata d'argento; 2º e 3º d'azzurro, con un serpente d'oro, piegato in giro, e mordente la coda verso la punta dello scudo (citato in (5) – pag. 164) |
|        | Severoli (Cesena) (la blasonatura non è stata ancora caricata) (citato in BLCW) Immagine in Blasone Cesenate. |